# Cortina (finca rústica)

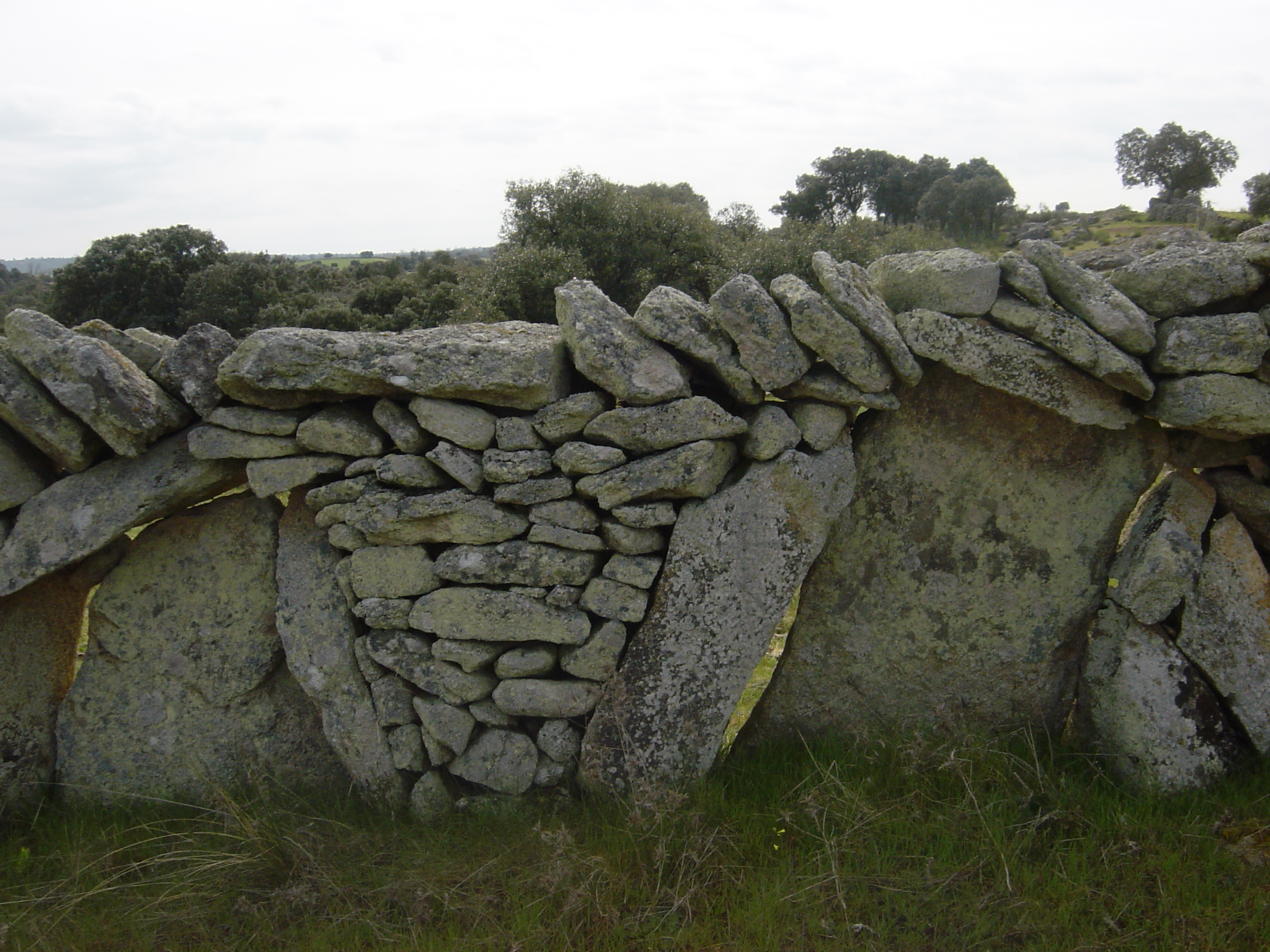
Muro de una cortina de Peñausende (Sayago, Zamora)

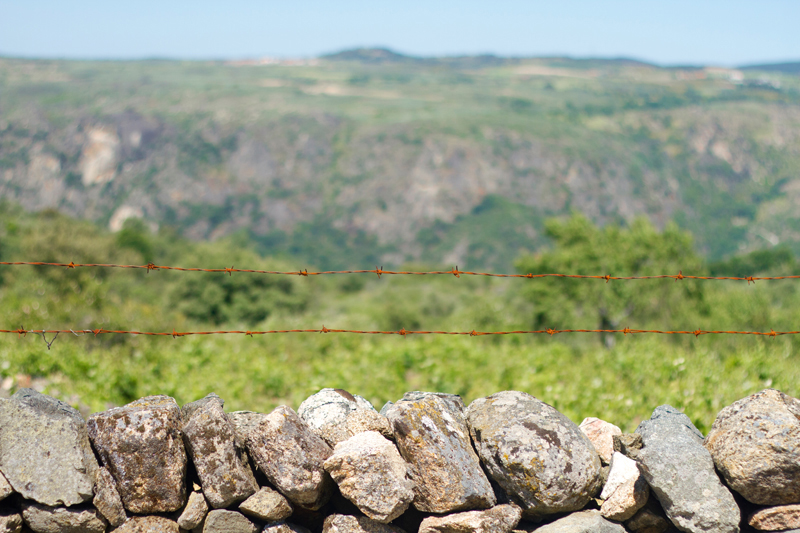
Detalle de una cortina de Mieza (La Ribera, Salamanca)

Las cortinas (cortiñas en gallego y cortinhas en portugués) son fincas de aprovechamiento agrícola y/o ganadero que están delimitadas por muros de pared de piedra.
La práctica de esta división del terreno se denomina «cortineo». Los muros de las cortinas son un elemento muy llamativo de la geografía de las zonas donde se conservan en buen estado, como es el caso de la zona oeste de la provincia de Zamora y especialmente en la comarca de Sayago, donde constituyen un destacado y apreciado patrimonio etnográfico. En términos generales, la presencia de este tipo de fincas rústicas es frecuente en el paisaje de muchas localidades del oeste de la península ibérica, tanto a un lado como a otro de la frontera entre España y Portugal.

## Los muros
Los muros son un claro ejemplo de una obra singular y artesanal. Se realizan con mampuestos colocados en hiladas y generalmente ajustados unos a otros sin sujeción. Está formada por piedras de granito y/o de pizarra sin labrar, de un tamaño que permita su colocación con la mano.
El ancho de la pared es el propio de la piedra, lo que les da un cierto aire de esbeltez. La regla general de construcción es que las piedras se asienten sólo de forma horizontal y en una sola hilera.
Las paredes evitan en lo posible la formación de esquinas en ángulo recto, condición derivada de la necesidad de facilitar el tránsito en su interior de carros y ganado.

## Cobijo
La fauna silvestre de la zona donde existen las cortinas, ha sabido aprovechar sus muros. Las comadrejas algunas veces se colocan junto a ellos para acechar a las lagartijas que se esconden entre sus piedras. Además, los anfibios de las charcas cercanas aprovechan las piedras para calentarse al sol.